# Sophia de Koningh
Sophia de Koningh (Londen, 16 januari 1807 – Dordrecht, 5 juni 1870) was een Nederlands schilder en tekenaar.

## Leven en werk
De Koningh werd geboren in Londen uit Nederlandse ouders, in 1813 keerde het gezin terug naar Dordrecht. Ze was een dochter van de schilder Leendert de Koningh (1777-1849) en Jacoba Wouterina de Koningh (1782-1845). Ze werd net als haar broers  John (1808-1845), Leonard (1810-1887) en Arie (1815-1867) opgeleid door haar vader.
De Koningh schilderde en tekende portretten, kerkinterieurs en bloem- en vruchtstillevens. Ze nam deel aan tentoonstellingen van Levende Meesters in Den Haag en Rotterdam.
Sophia de Koningh overleed in 1870, op 63-jarige leeftijd. Werk van haar is onder andere opgenomen in de collectie van het Dordrechts Museum.
- Biografisch Portaal: 27809867
- Digitale Bibliotheek voor de Nederlandse Letteren: koni049
- RKD-Nederlands Instituut voor Kunstgeschiedenis: 115067
- Union List of Artist Names: 500116561
- Virtual International Authority File: 96545383